# Nationaal park Lurë-Mali i Dejës
Nationaal park  Lurë-Mali i Dejës (Albanees: Parku Kombëtar Lurë-Mali i Dejës ) is sinds 2018 een nationaal park in Albanië. Het park is een samenvoeging en uitbreiding van de voormalige parken Nationaal park Lurë en Nationaal park Zall-Gjoçaj. Het landschap bestaat uit bergen, dennenbossen en gletsjermeren.
Bredhi i Drenovës · 
Bredhi i Hotovës-Dangelli · 
Butrint · 
Dajt · 
Divjakë-Karavasta ·
Karaburun-Sazan ·
Llogara · 
Lurë-Mali i Dejës · 
Mali i Tomorrit · 
Prespa · 
Qafë-Shtamë ·
Shebenik-Jabllanicë ·
Theth · 
Valbonëdal · 
Vjosa ·